# Министерство на финансите (Гърция)
Министерството на финансите (на гръцки: Υπουργείο Οικονομικών) е държавна институция в Гърция с ранг на министерство, която отговаря за финансовата политика и отношенията в рамките на Европейския съюз. Седалището му е разположено в град Атина. През 2019 г. новото правителство на Кириакос Мицотакис назначава Христос Стайкурас за министър на финансите.

## Ръководство
Ръководен състав на министерството, от 9 юли 2019 г.:
- Министър на финансите: Христос Стайкурас
  - Заместник–министър за данъчната политика и публичната собственост: Апостолос Весиропоулос
  - Заместник–министър за бюджетната политика: Теодорос Скилакакис
  - Заместник–министър за кредитната политика: Георгиос Заввос

### Министри
| Портрет | Име                    | Период                            | Излъчен (от партия / като)                  |
|         | Йоргос Папаконстантину | 7 октомври 2009 – 17 юни 2011     | Общогръцко социалистическо движение (ПАСОК) |
|         | Евангелос Венизелос    | 17 юни 2011 – 21 март 2012        | Общогръцко социалистическо движение (ПАСОК) |
|         | Филипос Сахнидис       | 21 март 2012 – 17 май 2012        | Общогръцко социалистическо движение (ПАСОК) |
|         | Георгиос Заниас        | 17 май 2012 – 5 юли 2012          | независим                                   |
|         | Янис Стурнарас         | 5 юли 2012 – 10 юни 2014          | независим                                   |
|         | Гикас Хардувелис       | 10 юни 2014 – 27 януари 2015      | независим                                   |
|         | Янис Варуфакис         | 27 януари 2015 – 6 юли 2015       | Коалиция на радикалната левица (СИРИЗА)     |
|         | Евклид Цакалотос       | 6 юли 2015 – 27 август 2015       | Коалиция на радикалната левица (СИРИЗА)     |
|         | Георгиос Хоулиаракис   | 8 август 2015 – 21 септември 2015 | временно изпълняващ                         |
|         | Евклид Цакалотос       | 23 септември 2015 – 9 юли 2019    | Коалиция на радикалната левица (СИРИЗА)     |
|         | Христос Стайкурас      | 9 юли 2019 – настояще             | Нова демокрация                             |